# Дело Ивана Голунова
Дело Ивана Голунова — уголовное дело по обвинению журналиста русскоязычного интернет-издания «Медуза», задержанного 6 июня 2019 года в центре Москвы, по обвинению в попытке сбыта наркотиков.
Получило большой общественный резонанс из-за допущенных правоохранительными и следственными органами нарушений во время задержания Голунова и в процессе следствия, а также из-за последовавших акций протеста в Москве и других городах. Ряд средств массовой информации, публичных деятелей, а также сам Голунов посчитали возбуждение уголовного дела местью за его журналистские расследования. 11 июня 2019 года, через 5 дней после ареста, Министерство внутренних дел России сняло обвинения и освободило Ивана Голунова из-за отсутствия доказательств его вины.
В связи с этим инцидентом глава МВД России Владимир Колокольцев ходатайствовал перед президентом России Владимиром Путиным об увольнении начальника Главного управления МВД РФ по Западному административному округу Москвы генерал-майора полиции Андрея Пучкова и начальника управления по борьбе с незаконным оборотом наркотиков ГУ МВД РФ по городу Москве генерал-майора полиции Юрия Девяткина. 13 июня ходатайство было удовлетворено Владимиром Путиным.
18 декабря 2019 года, спустя примерно полгода после происшествия и за день до ежегодной пресс-конференции президента Путина, Следственный комитет России возбудил уголовное дело по факту нарушений, допущенных при задержании журналиста. На пресс-конференции 19 декабря Путин заявил о том, что в связи с инцидентом с Голуновым против пяти сотрудников МВД возбуждены уголовные дела, все пятеро уволены из органов внутренних дел . Голунов после снятия обвинений проходил по делу сначала как свидетель, затем — как потерпевший, ему была предоставлена государственная защита.
30 января 2020 года Басманный районный суд Москвы арестовал пятерых бывших сотрудников Управления внутренних дел по ЗАО города Москвы — бывших оперуполномоченных отделения по борьбе с незаконным оборотом героина, синтетических наркотиков, психотропных и сильнодействующих веществ из отдела УВД по ЗАО по контролю за оборотом наркотиков Дениса Коновалова, Акбара Сергалиева, Максима Уметбаева, Романа Феофанова и бывшего заместителя начальника этого отдела майора полиции Игоря Ляховца.
Слушания по существу уголовного дела против полицейских начались 24 декабря 2020 года. 28 мая 2021 года Московский городской суд признал пятерых бывших сотрудников МВД России виновными в превышении должностных полномочий, фальсификации доказательств оперативно-разыскной деятельности и незаконном обороте наркотиков (ст. 286, 303, 228 УК России) и приговорил их к срокам лишения свободы от 5 до 12 лет в колонии общего режима, а также удовлетворил гражданский иск Голунова и взыскал в пользу потерпевшего 5 млн рублей.

## Предыстория
Иван Валентинович Голунов (род. 1983) — бывший сотрудник «Новой газеты», РБК, Forbes, «Дождя» и «Ведомостей», по состоянию на 2019 год — автор двух десятков журналистских расследований (большей частью — в соавторстве). В «Медузе» в 2018—2019 годах специализировался на расследованиях о работе московской мэрии и различных городских хозяйств. Незадолго до своего задержания Голунов готовил материал о рынке ритуальных услуг в Москве, хотя сам Голунов в июне 2020 года конкретно с данным расследованием своё задержание не связывал. «Ведомости» отметили, что в последние месяцы перед арестом в центре многих публикаций Голунова оказывались расходы столичных властей на всевозможные, часто избыточные, благоустройства. Так, Голунов, в частности, выяснил, что компании родственников вице-мэра Москвы Петра Бирюкова постоянно получают контракты от правительства столицы.
Оценки известности Голунова до ареста в профессиональных кругах, среди политологов и в общественном мнении разнятся. Так, вице-президент Европейской федерации журналистов Надежда Ажгихина называла Голунова «лицом российской журналистики», в то время как руководитель фонда «Петербургская политика» Михаил Виноградов охарактеризовал Голунова как «никому до этого не известного журналиста», нулевая известность которого («обычного русского Ивана из народа») сыграла ему на руку: благодаря нулевому антирейтингу у Голунова не было влиятельных противников. С этим политолог связывал широкомасштабную солидарность с Голуновым.

## Хронология событий
Иван Голунов был задержан 6 июня 2019 года в 14:34 в центре Москвы на Цветном бульваре. Сам Голунов уточнил, что задержали его в проходе во дворах между 3-м Колобовским переулком и Цветным бульваром, а налетевших на него оперативников он первоначально принял за грабителей.
7 июня ГУ МВД по Москве сообщило, что у журналиста при личном досмотре был обнаружен пакет с 5 свёртками, содержащими порошок общей массой 3,56 грамм. По данным экспертизы от 6 июня, у Голунова было изъято «производное N-метилэфедрона», по данным экспертизы от 7 июня — альфа-пирролидиновалерофенон (альфа-PVP).
Проведя 6 июня обыск дома у задержанного, полицейские, согласно протоколу обыска, нашли ещё три пакета и свёрток с порошком, а также весы для его расфасовки. В процессе дальнейшего исследования якобы выяснилось, что часть изъятого представляет собой кокаин, с общей массой свыше 5 граммов. В отношении Голунова было возбуждено уголовное дело по статьям 30 и 228.1 УК РФ (незаконные производство, сбыт или пересылка наркотических средств).
Первоначально расследованием занималась полиция Западного административного округа Москвы. На вопрос о том, как в принципе возникло «дело Голунова», начальник отдела по контролю за оборотом наркотиков УВД по ЗАО Москвы Андрей Щиров в интервью федеральному телеканалу «Россия 24», сидя спиной к телекамере, сообщил, что оперативникам было известно только имя Иван, и что этот человек часто посещает Латвию (государство, где располагается редакция «Медузы»). В связи с этими поездками у следствия, по его словам, возникло подозрение, что Голунов может перемещать из иностранного государства наркотические средства и затем сбывать их в ночных клубах Москвы. Доказательств этой версии не приводилось.
В половине четвёртого утра 7 июня, в конце допроса, следователь МВД Игорь Лопатин, после неоднократных просьб Голунова, сделал звонок журналистке Светлане Рейтер. Она, как говорил позже сам Голунов, быстро и точно поняла контекст дела, и через два часа в отдел внутренних дел уже приехал адвокат Дмитрий Джулай из правозащитного объединения «Агора».

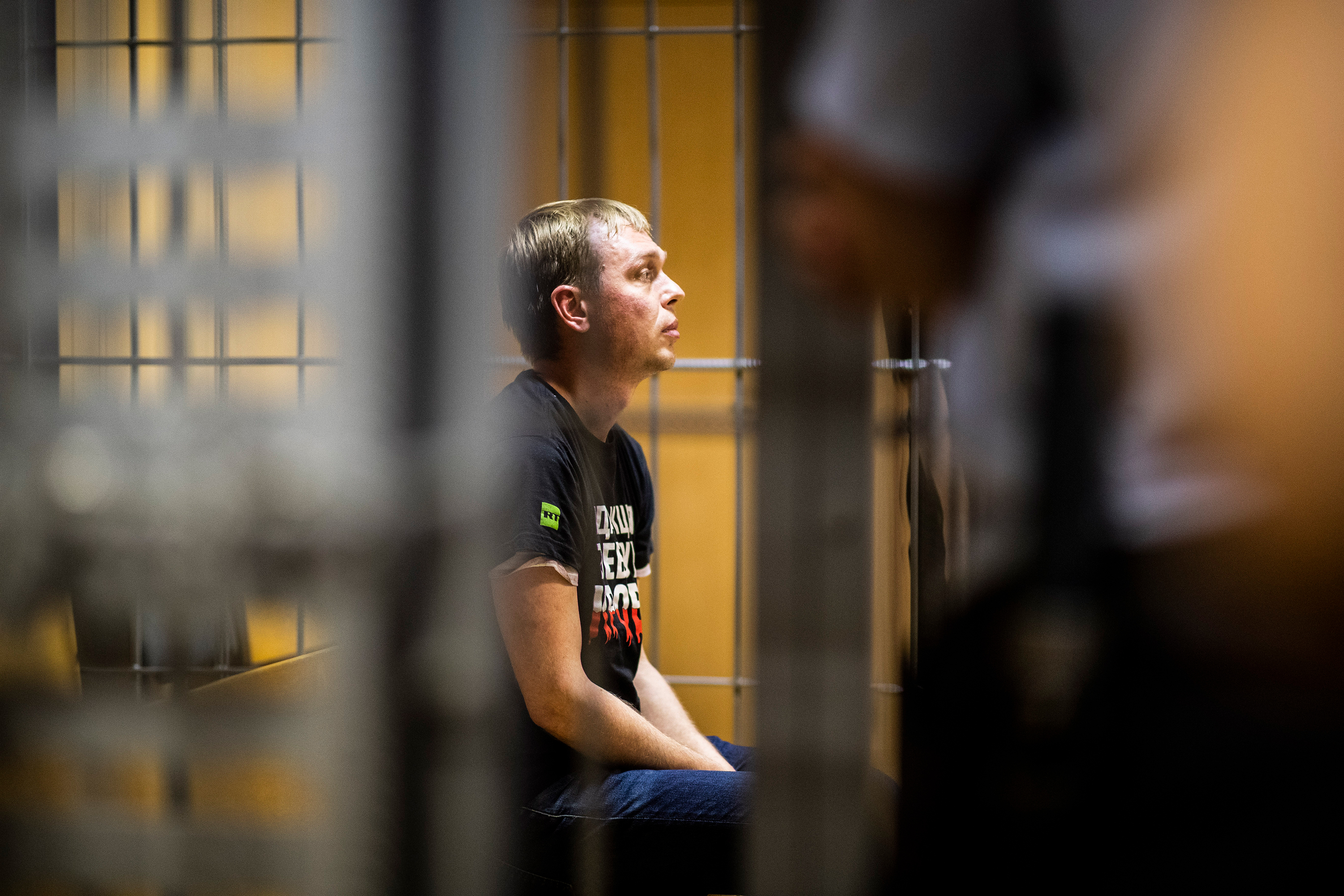
Голунов во время судебного заседания. 8 июня 2019 года

На первом заседании Никулинского суда Москвы 8 июня стороной обвинения был представлен единственный документ, составленный до задержания журналиста. Как сообщает сайт «Медиазона», «30 мая 2019 года начальник УВД по ЗАО города Москвы Андрей Пучков обратился в Мосгорсуд с просьбой разрешить в отношении Голунова оперативно-разыскное мероприятие „обследование жилого помещения“ по его домашнему адресу; судья Николай Голов эту просьбу удовлетворил». Сам Голунов своей вины в суде не признал и заявил, что никогда не имел дел с наркотиками. В качестве меры пресечения суд избрал для журналиста домашний арест до 7 августа, при этом прокурор в суде заявил, что Голунову грозит от 10 до 20 лет тюрьмы.
8 июня депутат Госдумы России Александр Хинштейн направил обращение в прокуратуру с просьбой передать дело Голунова в СКР, чтобы расследование резонансного дела вели не полицейские, которые задерживали подозреваемого. Однако 9 июня 2019 года прокуратура передала дело главному следственному управлению городского ГУ МВД. С этого времени в России и за рубежом стала нарастать критическая реакция на арест Голунова со стороны СМИ, общественных и политических деятелей и международных неправительственных организаций. Пресс-секретарь президента России Дмитрий Песков утром 10 июня назвал дело Голунова «весьма резонансным».
Днём 10 июня уполномоченный по правам человека Татьяна Москалькова сообщила президенту России Владимиру Путину подробности дела Голунова. По информации «Новой газеты», Москалькова сделала Владимиру Путину компромиссные предложения с целью по меньшей мере смягчить Голунову меру пресечения — вероятно, первой из официальных лиц. Путин, по словам пресс-секретаря Пескова, поставил «целый набор резолюций» на письмах, переданных президенту Москальковой.

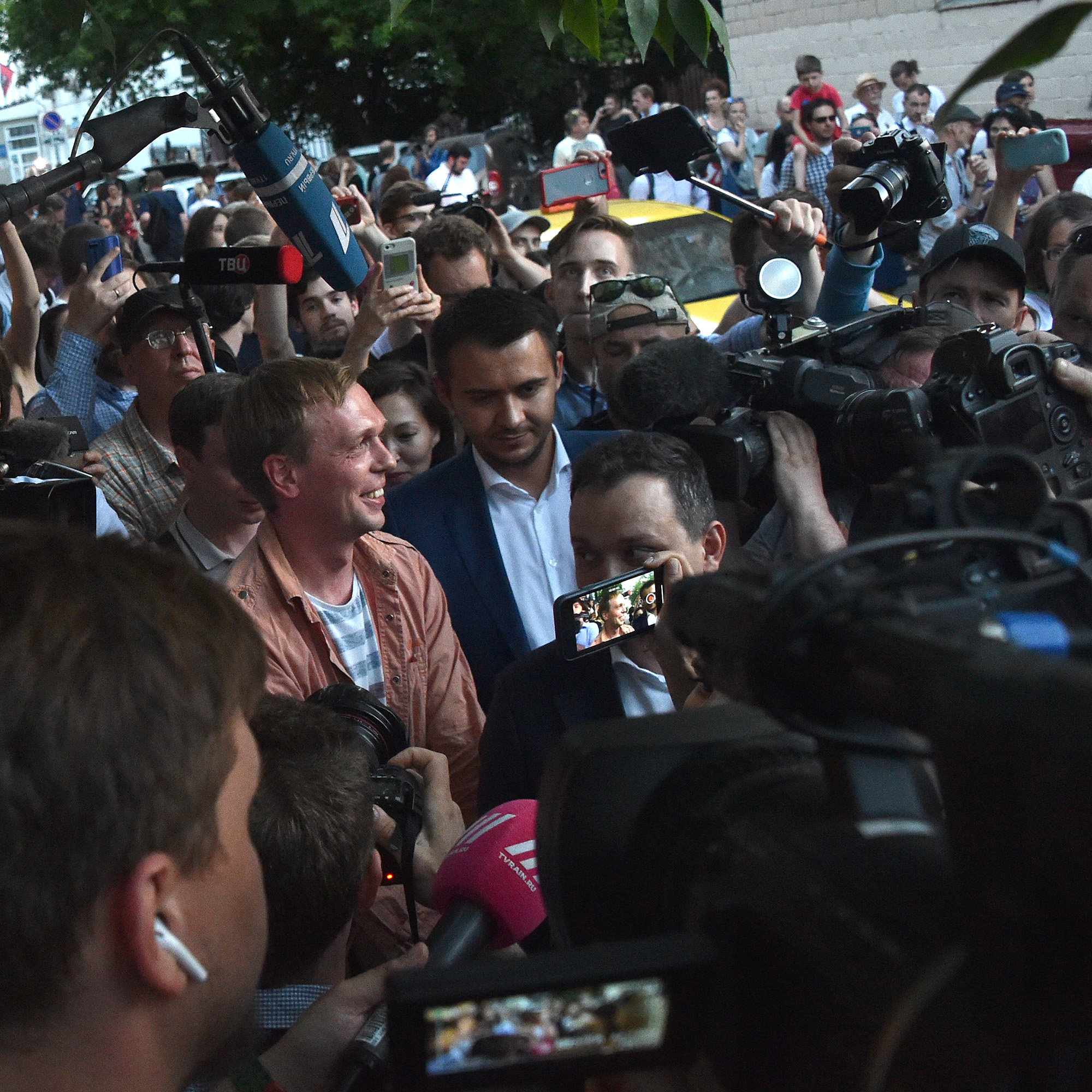
Голунов в окружении друзей и коллег после выхода из здания Главного следственного управления ГУ МВД по г. Москве. 11 июня 2019

11 июня появились результаты экспертизы ДНК — следов Голунова на предметах, изъятых в ходе обыска в его доме, не оказалось. Анализы мочи, смывов с рук и срезов ногтей также не выявили следов наркотиков.
Днём 11 июня МВД России сняло обвинения с Ивана Голунова из-за недоказанности его участия в совершении преступления, он был освобождён из-под домашнего ареста, о чём сообщил министр внутренних дел Владимир Колокольцев. Освобождение Голунова эксперты связывали в том числе с давлением общественного мнения.
Сразу после снятия обвинения Голунов перешёл в статус свидетеля по делу о наркотиках, 15 июня он был допрошен. В следующие дни были допрошены и другие журналисты «Медузы».
21 июня МВД России выпустило заявление, в котором сообщалось, что в действиях задерживавших и обыскивавших журналиста сотрудников полиции «выявлен ряд нарушений».
4 августа 2020 года появилась информация о том, что следователи не установили заказчика преступления в уголовном деле против бывших полицейских, обвиняемых в превышении полномочий и фальсификации доказательств при задержании Ивана Голунова. Адвокат Игоря Ляховца — одного из обвиняемых — Алексей Коврижкин заявил, что следствие придерживается версии об отсутствии заказчика.

## Противоречия в освещении дела
Первая заметка о деле на сайте МВД содержала девять фотографий. На большинстве из них была изображена нарколаборатория, и только на одной был изображён письменный стол с лежащими на нём заграничным паспортом, целлофановыми пакетиками и разбросанными канцелярскими принадлежностями. Вскоре после появления заметки знакомые Ивана заявили, что восемь снимков — из нарколаборатории — сделаны не дома у Голунова, что чуть позже признала пресс-служба ведомства с той формулировкой, что эти фотографии были «сделаны в рамках проведения оперативных мероприятий и следственных действий по пресечению деятельности группы лиц, занимающихся сбытом наркотиков в Московском регионе, на связь с которой проверяется задержанный». 9 июня стало известно, что фотоматериалы с делом журналиста не связаны. 11 июня — после прекращения дела — текст заметки о Голунове на ресурсе МВД был заменён на «Новость аннулирована». По мнению политолога Алексея Макаркина, признание факта публикации фальсифицированных фотографий стало поворотным моментом в деле, после чего сторона МВД вынуждена была отступить.
По мнению специалистов, странным выглядело сочетание наркотиков (кокаин и альфа-PVP), которые якобы распространял и употреблял Голунов — эти вещества относятся к совершенно разным ценовым и качественным категориям.

## Причины преследования Голунова
Издание «Проект» и сам Голунов связали преследование журналиста с его расследованием о связи главы управления ФСБ по Москве и Московской области генерал-полковника Алексея Дорофеева и его помощника подполковника Марата Медоева с похоронным бизнесом в Москве. Источники «Проекта» в Кремле не исключили версию заказа дела в связи с этим расследованием. После появления заметки «Проекта» Фонд борьбы с коррупцией выпустил собственное расследование о семье Медоевых, в котором, помимо раскрытия коррупционной схемы, подтверждалась связь Марата Медоева с фигурировавшим в статье Голунова ГУП «Ритуал». 13 июня Игорь Медоев, отец Марата Медоева, отверг обвинения в заказе дела Голунова и выразил желание лично встретиться с журналистом.
1 июля 2019 года несколькими десятками изданий и платформ было одновременно опубликовано расследование Голунова «Кто владеет московскими кладбищами», в котором фигурирует семья Медоевых. За первые сутки после публикации этот текст только на русском языке был прочитан полтора миллиона раз.
В интервью, вышедшем 6 июня 2020 года (ровно через год после задержания), сам Голунов заявил, что его преследовали в связи с его расследованием — но не о похоронном бизнесе. Журналист сообщил, что он на момент интервью не может сказать, о каком именно расследовании идёт речь.

## Общественная поддержка Голунова
Редакция «Медузы» сразу выразила уверенность в невиновности Голунова. В заявлении генерального директора Галины Тимченко и главного редактора Ивана Колпакова сообщалось: 

«Более того, у нас есть основания полагать, что Голунова преследуют из-за его журналистской деятельности. Мы знаем, что в последние месяцы Ване поступали угрозы; знаем, в связи с каким готовящимся текстом; догадываемся, от кого. „Медуза“ будет изучать каждое действие следователей по делу Голунова. Мы выясним, по чьей воле преследуют Ваню — и сделаем эту информацию публичной. Мы будем защищать своего журналиста всеми доступными способами».

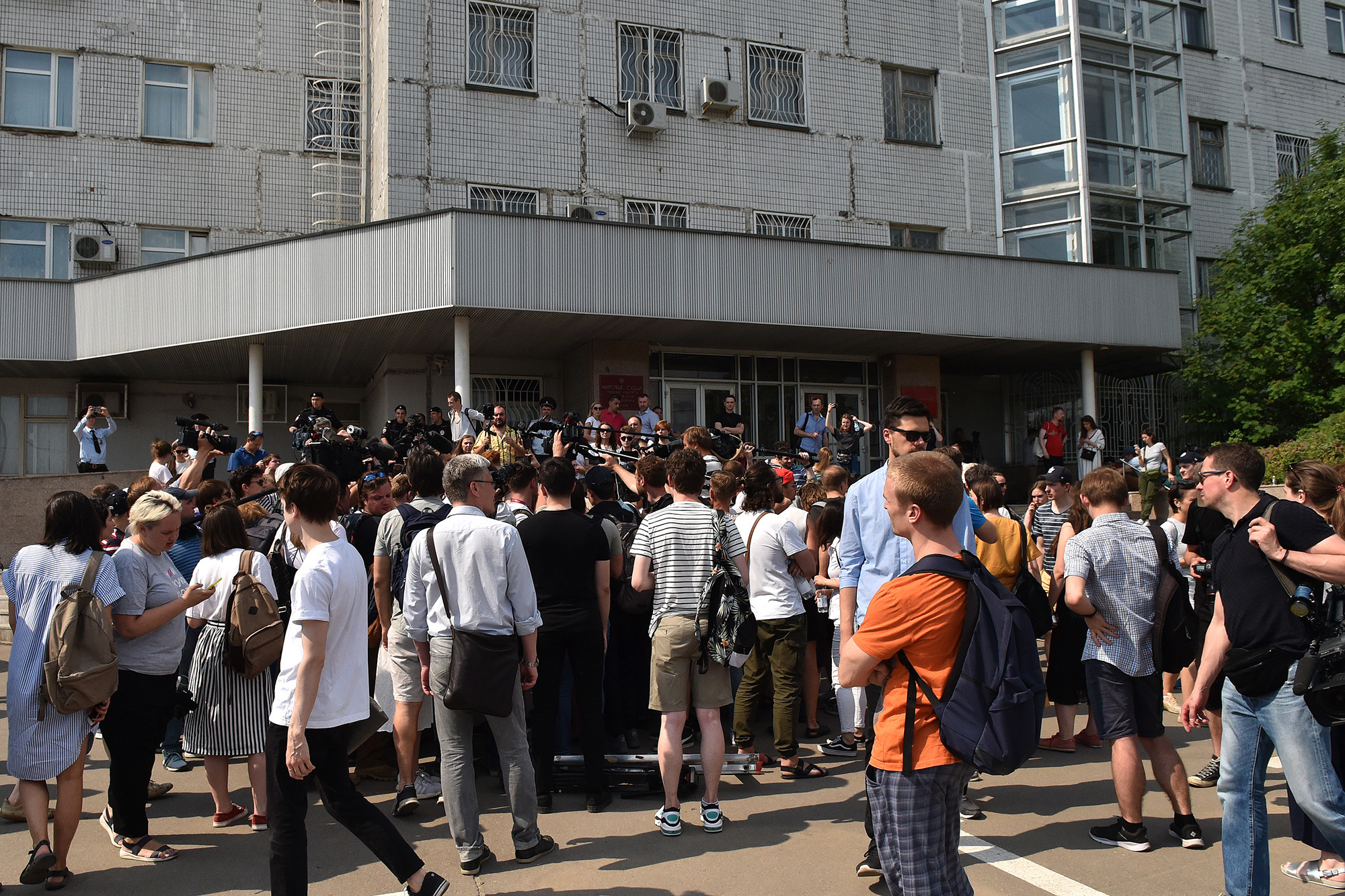
Пришедшие поддержать Ивана Голунова и журналисты у Никулинского районного суда 8 июня 2019 года

Всю ночь с середины пятницы 7 июня 2019 года до утра субботы 8 июня в центре Москвы у здания ГУВД Москвы (Петровка, 38) продолжались одиночные пикеты в поддержку журналиста. В протесте приняли участие сотни москвичей. Акции в поддержку журналиста прошли также в Санкт-Петербурге и других городах. В защиту Голунова выступили Юрий Шевчук, Леонид Парфёнов, Владимир Познер, Борис Гребенщиков, Мирон Фёдоров (Oxxxymiron), Чулпан Хаматова, Андрей Макаревич, Тина Канделаки и многие другие известные люди.

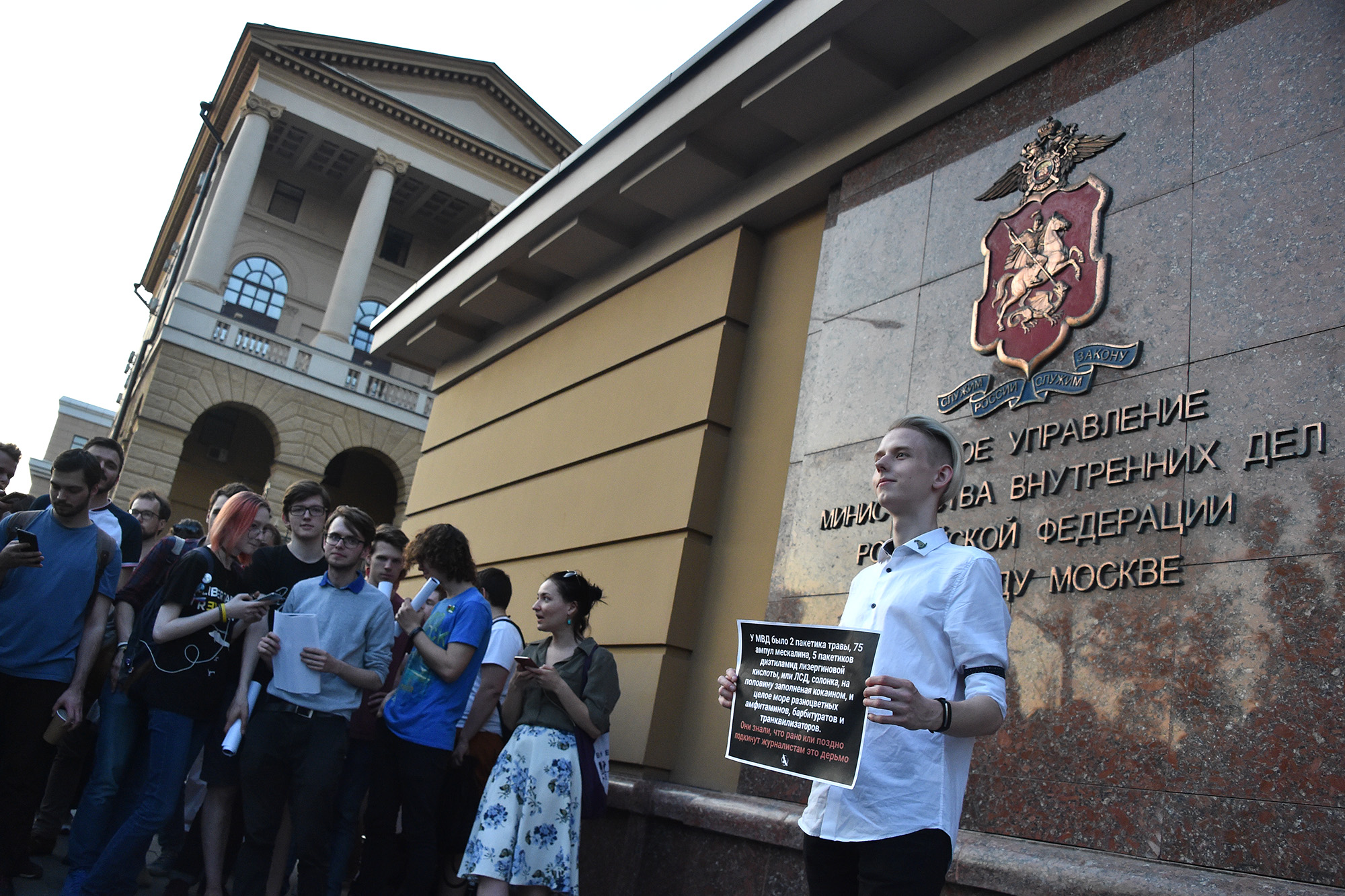
Очередь к месту проведения одиночных пикетов в поддержку Голунова у здания ГУ МВД по Москве 7 июня 2019 года

10 июня издания РБК, «Коммерсантъ» и «Ведомости» впервые в истории вышли с совместным заявлением и одинаковой надписью на первой полосе — «Я/Мы Иван Голунов».
На 12 июня в Москве был запланирован марш за свободу Ивана Голунова, часть активистов не отказалась от проведения собрания даже после снятия обвинений. Акция (как марш против фабрикации уголовных дел) началась в 12:00 по московскому времени от станции метро «Чистые пруды»; по данным властей, в нём приняло участие более 1200 человек. По сообщениям «ОВД-Инфо», в ходе акции было задержано 530 человек; по данным ГУ МВД Москвы — более 200.
В день освобождения Голунова на фасаде Ельцин-центра появилась надпись: «Это — день нашей свободы».

### Митинги в связи с «делом Голунова»

#### 12 июня

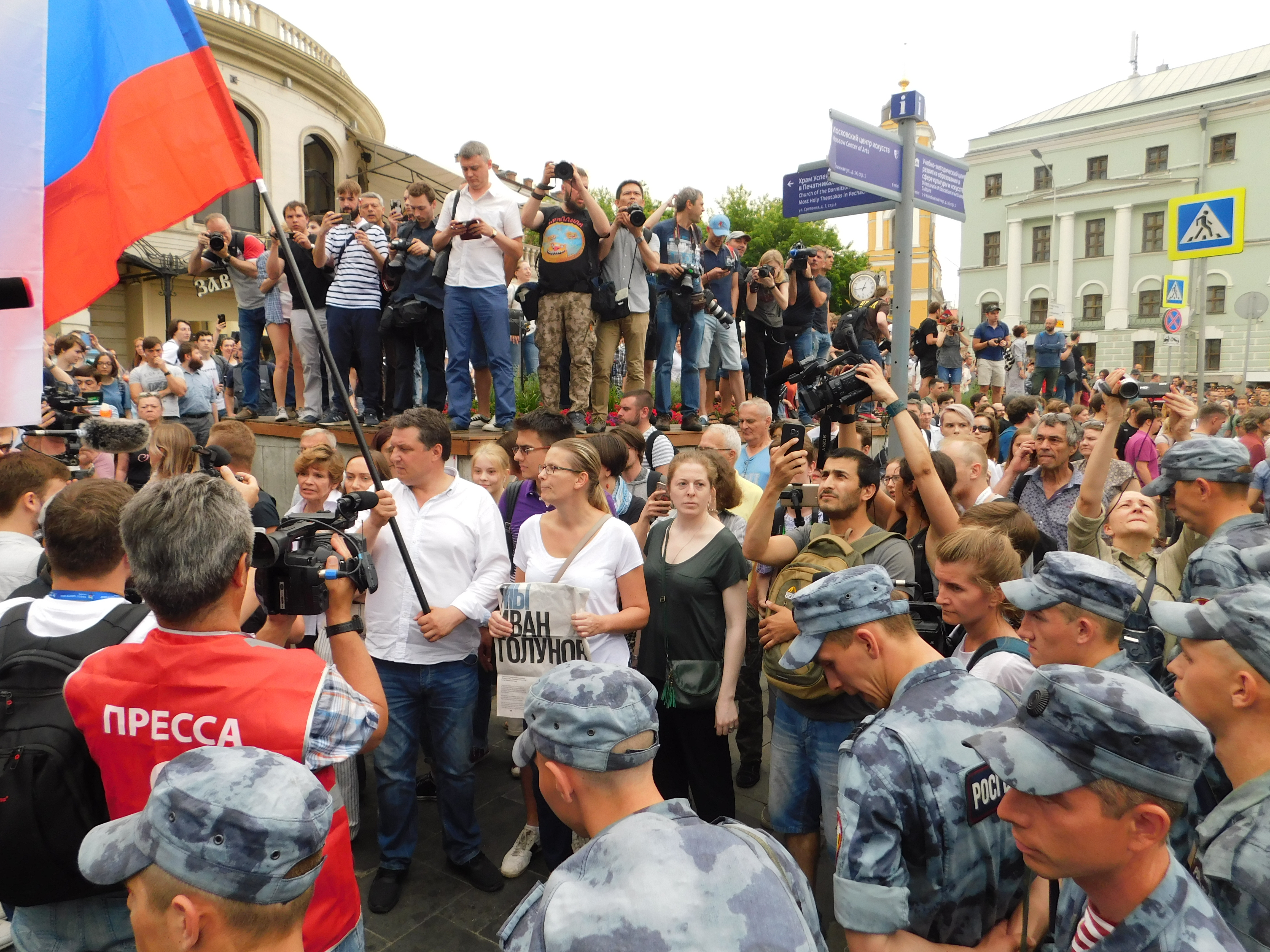
Митинг в поддержку Голунова в Москве 12 июня 2019

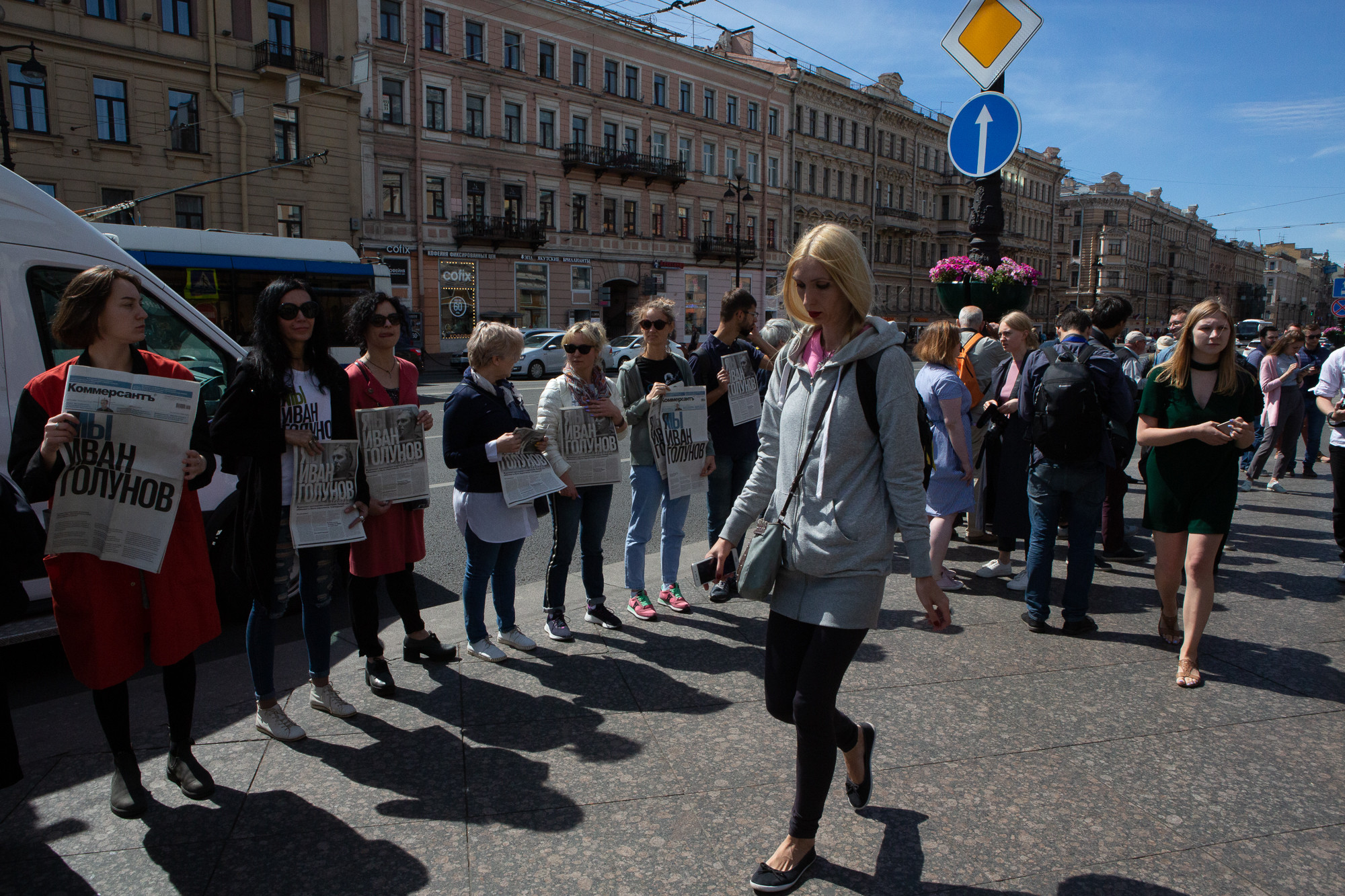
Акция в поддержку Голунова в Санкт-Петербурге 12 июня 2019

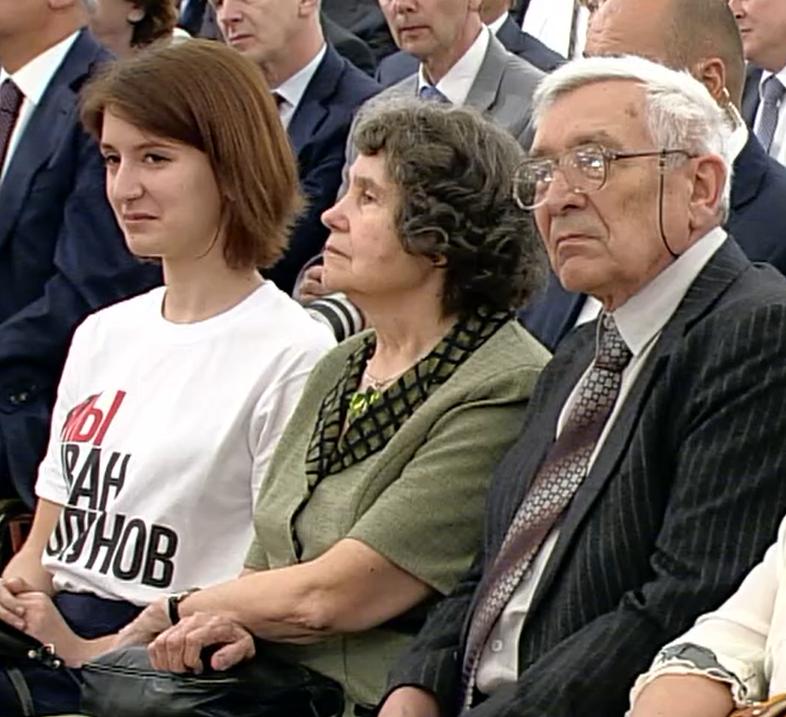
Журналистка Анна Луганская в футболке «Я/Мы Иван Голунов» на вручении госпремий президентом России В. В. Путиным. Кремль, Георгиевский зал, 12 июня 2019

12 июня прошёл несогласованный марш против фабрикации уголовных дел, изначально анонсированный как марш за свободу Ивана Голунова.
Накануне акции, после освобождения Голунова, сотрудники «Медузы» выпустили заявление, в котором посетовали на неудачу в переговорах с мэрией Москвы о планирующейся акции и предложили 12 июня «немного выпить» и в ближайшие дни добиться согласования другой акции.
Инициаторы акции 12 числа отказались договариваться с мэрией Москвы в закрытом режиме, а от публичного обсуждения в эфире телеканала «Дождь» представители мэрии отказались и написали заявление в прокуратуру по поводу готовившейся акции. Другая группа организаторов согласилась разговаривать с чиновниками на их условиях, но успеха не добилась. Эти активисты не стали отказываться от акции, хотя и отказались от её организации: 

Мы приветствуем решение МВД прекратить уголовное преследование нашего друга и коллеги Ивана Голунова и считаем основную задачу инициированного мероприятия выполненными. Однако, несмотря на освобождение Ивана, марш по-прежнему актуален — виновные не наказаны. … представители мэрии дали нам понять, что … согласования марша быть не может. … мы слагаем с себя полномочия инициаторов этой акции и считаем невозможным призывать вас выходить на неё … Оставшиеся инициаторы акции завтра в любом случае выйдут к Чистым прудам.— Евгений Берг, Андрей Ковалёв, Марина Литвинович, Артём Лоскутов, Тася Никитенко, Лев Пархоменко, Григорий Туманов.
Участники выступили с требованием наказать тех, кто подбросил Голунову наркотики, сфабриковал и заказал уголовное дело. В заявлении говорилось: «Мы выходим мирно, в руках мы будем нести газеты со статьями об Иване Голунове, поэтому мы не будем согласовывать наш марш». Предполагался маршрут по Мясницкой улице, Лубянке, Кузнецкому мосту, Большой Дмитровке с завершением шествия и пикетами у здания главного управления МВД на Петровке, 38. Однако полиция и Росгвардия не дали протестующим пройти по этому маршруту, перегораживая улицы, поэтому протестующие шли к Петровке по переулкам. Правоохранители мешали гражданам провести марш, избивали людей дубинками и поливали их водой.
По официальным данным от МВД было задержано более 200 человек. Правозащитный сайт ОВД-Инфо сообщил о 530 задержаниях.Среди задержанных оказались в том числе корреспондент «Ведомостей» и политик Алексей Навальный.Точное число участников митинга неизвестно: полиция оценила его примерно в 1200 человек, тогда как «Медуза» писала о 3000 как о минимальном числе участников марша.
Правозащитники утверждают, что во время и после завершения акции были зафиксированы нарушения законодательства со стороны правоохранительных органов. Например, 17-летний активист Либертарианской партии Валерий Теневой попал в больницу после задержания — у него диагностировали многочисленные ушибы и сотрясение мозга. Теневой рассказал «Медиазоне», как росгвардеец Андрей Шакун избил его за отказ отдать фотоаппарат и удалить снимки. Полицейские некоторое время не пускали в ОВД к Теневому врачей скорой помощи.
По свидетельству корреспондентов и политолога Екатерины Шульман (на момент акции — члена СПЧ), полицейские задерживали всех людей с надписями и рисунками на майках (причём не только в поддержку Голунова), хотя такие изображения не являются средством агитации. Были задержаны в том числе совершенно посторонние прохожие. Некоторые сотрудники полиции посчитали имя Ивана Голунова антиправительственным лозунгом.
Организаторы митинга 12 июня были подвергнуты критике некоторыми оппозиционными публицистами. Так, Юлия Латынина раскритиковала их как неготовых идти на компромисс c властями, а Дмитрий Муратов из «Новой газеты» — за то, что они не подали официальную заявку и не наняли частную охранную организацию для защиты от провокаторов.

#### 16 июня
16 июня на проспекте Сахарова прошла согласованная акция под лозунгом «Закон и справедливость для всех».
Заявку ещё до освобождения Голунова подали главред «Московского комсомольца», председатель Союза журналистов Москвы Павел Гусев и журналистка телеканала RT, член СПЧ Екатерина Винокурова. Гусев заявил, что «с тревогой» наблюдает за «подготовкой к несанкционированному шествию» 12 июня, призывы на которое считает «попыткой внести раскол в гражданское общество», и предложил устроить акцию в другой день. Также в организации акции участвовал глава Союза журналистов РФ Владимир Соловьёв.
Акция прошла без задержаний. По данным полиции, на неё пришли примерно 1600 человек (то есть несколько больше, чем на несогласованной акции 12 числа). При этом наблюдавшие за акцией журналисты насчитали от 400 до 600 участников.

#### 21 июня
В Новосибирске прошла акция под лозунгом «За свободу слова и против произвола силовиков», вызванная делом Голунова. Организаторами выступили Либертарианская партия и Профсоюз журналистов и работников СМИ. В митинге приняло участие около 400 человек.

#### 23 июня
В мэрию Москвы Либертарианская партия России и Профсоюз журналистов и работников СМИ подали заявку на проведение 23 июня в 17:00 митинга «За свободу Ивана Голунова» на проспекте Сахарова с числом участников до 20 тысяч человек. Организаторы заявили, что попытки властей Москвы препятствовать проведению митинга они будут расценивать «как признание в политической заинтересованности в исходе дела Голунова с их стороны». Акция была согласована.
Либертарианская партия и Профсоюз журналистов и работников СМИ планировали провести акции 23 июня, кроме Москвы, ещё в 10 городах: Петербург, Нижний Новгород, Краснодар, Новокузнецк, Калининград, Хабаровск, Ростов-на-Дону, Омск, Казань, Самара.
Первая акция в этот день состоялась во Владивостоке — серия пикетов с числом участников более 30 человек.
Несмотря на заявленные 20000 участников, на московский митинг по данным ГУВД по Москве пришли около 1,8 тысяч человек, по данным активистов Белого счетчика — около 3,9 тысяч.

### В мире
Европейская федерация журналистов (EFJ), объединяющая через свои организации-члены 320 тысяч журналистов из 45 стран, 7 июня 2019 года потребовала у российских властей немедленно освободить Голунова. Генеральный секретарь федерации Рикардо Гутьеррес заявил, что «как и многие известные российские журналисты, мы убеждены, что Иван Голунов невиновен. Мы считаем, что главная цель этой полицейской операции — заставить его замолчать и запугать всех журналистов, расследующих коррупцию российских чиновников». «Amnesty International» также выразила обеспокоенность в связи с делом.
Международная неправительственная организация «Репортёры без границ» заявила, что арест Голунова может означать «значительную эскалацию преследования» независимых журналистов в России.
8 июня 2019 года на платформе Совета Европы Ассоциацией европейских журналистов, Комитетом защите журналистов, Европейской и Международной федерациями журналистов, а также НКО «Репортёры без границ» было подписано «Оповещение первого уровня» о преследовании Голунова. Пресс-секретарь посольства США в Москве Андреа Калан заявила, что Голунов не должен подвергаться преследованиям за то, что он просто выполнял свою журналистскую работу, и призвала провести прозрачное расследование этого дела. Само посольство США так же призвало освободить журналиста.
В тот же день Генеральный секретарь Совета Европы Турбьёрн Ягланд сделал заявление, в котором выразил беспокойство и опечаленность сообщениями, что Голунов подвергся насилию со стороны сотрудников полиции и получил телесные повреждения во время содержания под стражей. Турбьёрн напомнил, что применение насилия полицией в ходе расследования категорически запрещается статьёй 3 Европейской конвенции о правах человека, а Российская Федерация является участником этой конвенции, и призывал министра внутренних дел РФ Колокольцева лично разобраться в этой ситуации.
9 июня 2019 года министр иностранных дел Великобритании Джереми Хант заявил, что «очень обеспокоен арестом российского журналиста-расследователя Ивана Голунова из проекта „Медуза“. Журналисты должны иметь возможность безнаказанно привлекать власть к ответственности».

## Последствия
После освобождения журналиста «Огонёк» и некоторые другие издания опубликовали исследования на тему статистики наркопреступлений в России. Отмечалось, в частности, что в среднем на 90 тыс. уголовных дел по этим статьям УК РФ приходится 27 оправдательных приговоров (около 0,03 %), а около 30 % отбывающих наказание в российских тюрьмах сидят по «наркостатьям». По данным главы Чечни Рамзана Кадырова, правоохранителями в России ежедневно регистрируется более 500 происшествий, связанных с наркотиками.
Формулировка «Я/Мы» стала своего рода брендом и получила дальнейшее распространение. Так, на митинге в поддержку Голунова были замечены люди с плакатами «Я/Мы за Соболь» — соответствующие фотографии опубликовал в своём блоге оппозиционер Навальный, оказывавший поддержку Любови Соболь на выборах в Мосгордуму.
14 июня «Медуза» объявила о запуске спецпроекта «Голунов. Сопротивление полицейскому произволу», посвящённого борьбе за реформу правоохранительных органов в России.
Радиопередача «Говорим по-русски» («Эхо Москвы») выделила «очередь на пикет» у здания ГУ МВД по Москве в защиту Ивана Голунова как «новое явление и новое слово в общественно-политической лексике». Впоследствии выйти в «очередь на пикет» призывали по другим резонансным делам, что журнал «Москвич» назвал «появлением нового вида времяпрепровождения»: «пикетчик стоит в одиночестве, держит в руках плакат, в положенных по закону 50 метрах от него переминается с ноги на ногу очередь желающих его сменить».
21 июня вышел совместный документальный фильм «Медузы» и студии «Чёрный флаг» о заключении и освобождении Голунова, а 22 июня «Радио Свобода» выпустило свой фильм на ту же тему под названием «#СвободуГолунову».
Бывший начальник пресс-службы столичного управления МВД Юрий Титов, уволенный из-за дела журналиста Ивана Голунова, возглавил пресс-службу департамента региональной безопасности и противодействия коррупции мэрии Москвы. Голунов сказал, что лично Титова не знал, но пожелал удачи Титову на новой работе и посоветовал проверять информацию перед тем как её публиковать.
24 марта 2021 года бывший начальник отдела по контролю за оборотом наркотиков УВД Западного административного округа Москвы Андрей Щиров, проходящий свидетелем по делу Ивана Голунова, уехал из России.

### Реакция властей
Одним из первых представителей власти о деле Голунова высказался глава Чечни Рамзан Кадыров, вечером 9 июня резко осудивший волну требований взять дело Голунова под контроль и призвавший прекратить давление на следствие и суд. По его мнению, целью «требователей» было свести к нулю итоги ПМЭФ-2019 и представить Россию в качестве страны-изгоя. Глава Чечни осудил также «либеральные СМИ», которые в погоне за рейтингом «заголосили о Голунове», пренебрегая интересами страны и народа.
От исполнения служебных обязанностей были отстранены сотрудники силовых структур, которые непосредственно занимались делом Голунова, включая четырёх неназванных сотрудников УВД по ЗАО. В числе отстранённых — начальник подразделения по контролю за оборотом наркотиков УВД по ЗАО Москвы полковник Андрей Щиров. Материалы внутреннего расследования подразделения собственной безопасности МВД были направлены в Следственный комитет.
13 июня президент России Владимир Путин по представлению министра внутренних дел России Владимира Колокольцева своим указом уволил начальника Управления по контролю за оборотом наркотиков ГУ МВД России по городу Москве генерал-майора Юрия Девяткина и начальника УВД по ЗАО Москвы генерал-майора Андрея Пучкова.
По информации корреспондента «Новой газеты» Андрея Сухотина, результатом скандала с арестом Ивана Голунова стал пересмотр проекта президентского указа о присвоении воинских званий, приуроченного к Дню России, из текста которого 11 июня был исключён глава Службы экономической безопасности (СЭБ) ФСБ Сергей Королёв.
20 июня президент России отказался смягчить наказание по статье 228 УК РФ, которая часто используется для необоснованных уголовных дел против наркопотребителей и политических активистов.

29 июня 2019 года в ходе пресс-конференции на саммите G20 в Осаке Владимир Путин высказался о деле:
Что касается ситуации с Голуновым — там не несправедливость, там произвол. Это просто произвол. И он должен быть расследован, и должны быть приняты соответствующие решения по этому вопросу.
25 июля 2019 года главу пресс-службы ГУ МВД по Москве Юрия Титова привлекли к дисциплинарной ответственности в связи с инцидентом с Голуновым.
По делу Ивана Голунова на момент ноября 2019 года ни один полицейский не понёс уголовного наказания. 18 декабря 2019 года, спустя примерно полгода после происшествия и за день до пресс-конференции президента Путина, Следственный комитет возбудил уголовное дело по факту нарушений, допущенных при задержании журналиста. Голунов после снятия обвинений проходил по делу сначала как свидетель, затем — как потерпевший, ему была предоставлена государственная защита.

## Уголовное преследование и осуждение бывших полицейских
На ежегодной пресс-конференции 19 декабря 2019 года президент России Владимир Путин заявил о том, что в связи с инцидентом с Голуновым пять сотрудников МВД уволены из органов внутренних дел, все они подвергнуты уголовному преследованию.
29 января 2020 года Иван Голунов сообщил СМИ, что по возбуждённому против полицейских уголовному делу задержано пять бывших сотрудников отдела по контролю за оборотом наркотиков УВД ЗАО Москвы. 6 февраля один из задержанных, Денис Коновалов, полностью признал свою вину и дал показания на других экс-полицейских, в том числе на своего бывшего начальника Игоря Ляховца. По словам Коновалова, именно Ляховец приказал своим подчинённым подбросить наркотики журналисту. Сам Ляховец свою вину отрицал. 26 февраля Коновалов был переведён из СИЗО под домашний арест. Меры пресечения в виде арестов всем пятерым обвиняемым Московским городским судом неоднократно продлевались.
Слушания по существу уголовного дела против полицейских начались 24 декабря 2020 года. 28 мая 2021 года Московский городской суд признал пятерых бывших сотрудников МВД России виновными в превышении должностных полномочий, фальсификации доказательств оперативно-разыскной деятельности и незаконном обороте наркотиков (п. «а», «б», «в» ч. 3 ст. 286, ч. 4 ст. 303, ч. 2 ст. 228 УК России) и приговорил Д. Коновалова к 5 годам лишения свободы; А. Сергалиева, М. Уметбаева, Р. Феофанова — к 8 годам лишения свободы; И. Ляховца — к 12 годам лишения свободы. Этим же приговором Мосгорсуд лишил бывших сотрудников МВД России специальных званий, запретил им в течение установленного времени занимать должности в органах внутренних дел Российской Федерации, а также полностью удовлетворил гражданский иск Ивана Голунова и взыскал в пользу потерпевшего 5 млн рублей (по 1 млн рублей с каждого обвиняемого). В декабре 2022 года Мосгорсуд удовлетворил иск Голунова к МВД России о причиненном моральном вреде и взыскал с ведомства 1,5 млн руб.

## Значение
12 июня 2019 года редакция газеты «Ведомости» сообщила, что дело Ивана Голунова продемонстрировало «беспрецедентно быструю реакцию власти на беспрецедентно сильное возмущение общества» фальсификацией, способность к «солидарности, настойчивости и неослабевающему давлению на власть» и «что это работает». Редакция призывала к тщательному расследованию и «дезинфекции правоохранительной системы» в целом. «Независимая газета» отметила, что масштаб реакции на преследование журналиста превзошёл ожидания системы, а само дело Голунова оказалось крайне токсичным для власти.
17 июня 2019 года, после снятия уголовных обвинений с Голунова, клуб «1 июля» — неформальное сообщество членов РАН, включая 14 академиков, 21 член-корреспондент и шесть профессоров Российской академии наук (РАН), поддержали письмо академика А. И. Воробьёва к президенту России Владимиру Путину и председателю правительства РФ Дмитрию Медведеву с просьбой пересмотреть все уголовные дела по «наркотическим статьям» — статьям 228, 228.1 и 229 УК РФ. По мнению учёных, могут быть ещё люди, незаконно арестованные и впоследствии невинно осуждённые, получившие несравнимое с виной наказание по этим статьям.
В июне 2019 года после дела Голунова Государственная дума решила проанализировать применение статей Уголовного кодекса РФ по фальсификации доказательств и результатов оперативно-разыскной деятельности. 10 июня 2019 года министерство внутренних дел РФ после истории Голунова пообещало, что ведомство будет серьёзно наказывать полицейских, подбрасывающих наркотики задержанным.
В марте 2020 года Правительство РФ внесло в Госдуму законопроект, согласно которому уголовные дела о преступлениях по факту незаконного сбыта наркотиков не могут быть возбуждены при отсутствии данных о виде, массе и наименовании наркотиков. В законопроекте для этого предлагается дополнить статью 146 УПК частью 6.